# 賓得士K-5
賓得士K-5（Pentax K-5）是由賓得士於2010年9月20日發表的16.3百萬像素數位單眼相機 。同年10月中旬上市。2012年第3季被K-5 II/IIs取代。
外觀上，K-5與前一代機種K-7幾乎沒有任何差異 （K-5機身左側的模式轉盤稍高）。不過K-5的高感光度表現較前一代有所提升（ISO 值範圍80-51200，並且高感光度的雜訊抑制能力增強）。K-5的感光元件較K-7多了200萬像素，並且自動對焦次系統是更新的 SAFOX IX+。
K-5 使用Sony開發的感光元件，代表賓得士不再使用和三星合作開發的感光元件。一般認為這是因為Sony的CMOS感光元件製造技術高於三星。
K-5的最終韌體版本為1.15。

## 功能增進
和前一代的賓得士相機模組相比，K-5有以下的功能增進： 
- 更多的使用者設定模式。
- RAW/Fx 按鍵取代了先前單一用途的RAW 按鍵。
- 在不同 ISO 值下降噪強度選擇。
- 更多的自動包圍曝光選項。
- 1080p 錄影（25  fps）。
- 最高解析度時，連拍速度可達7 fps。
- 漂白效果（英语：Bleach bypass）和反轉片影像色調設定。
- 電子水平儀可顯示傾斜與翻轉程度。
- 更多機後螢幕實時預覽（英语：Live preview）網格排列模式。

## 主要特性
- K-5可使用D-BG4 電池手柄，可使用一顆充電式D-LI90鋰離子電池或6顆 AA電池。
- K-5使用不鏽鋼機身與鎂合金外殼，並且機身有77處應對降雨等惡劣天候密封。設計上K-5 可在-10至40 ℃環境下使用。
- 2軸（滾動和俯仰）水平儀。
- 機身防震（Shake Reduction，SR）功能開啟時，自動水平修正可達1° ，如關閉則為2°[4]。
- 支援自動對齊的高动态范围成像 （HDR ，High Dynamic Range）功能可手持拍攝。
- SAFOX (Sensor Ability Fortifying Optical Compensation System-CS shortened to X) IX+ 自動對焦系統，該對焦系統提供快門釋放選項。單次自動對焦（AF.S）進階模式時在對焦優先和釋放優先選項之間，或連續自動對焦（AF.C）時在對焦優先和速度優先選項之間可選擇。
- 機身可修正賓得士FA、DA 和 DFA鏡頭的畸變與橫向色差。
- K-5機身使用的 KAF2 鏡頭接環可使用自1975年起生產的賓得士K接環鏡頭。

詳細資訊參見網頁 Pentax K-5 Camera Reviews and Specifications—PentaxForums （页面存档备份，存于）。

## 錄影模式
K-5錄影最高解析度 可達1080p （full HD），或者以較低解析度的Motion JPEG格式錄影。K-5可使用以下的解析度與帧率錄影： 
- 1920×1080（25 fps）
- 1280×720（25/30 fps）
- 640×424（25/30 fps）

## DxOMark 感光元件測試
DxO實驗室將K-5使用的 Sony 製造1.63千萬像素感光元件評分82。這是該實驗室對APS-C規格的感光元件最高的評分，甚至高於尼康D3等全片幅DSLR使用的感光元件。影響該實驗評分的主要因素有阴影噪声和動態範圍（RAW模式，以避免相機內影像處理 ） 。不過，尼康D7000所使用與K-5極為類似的感光元件在同一測試上分數達到80。

## 配件
- 在K-7上使用，可防水防塵的 D-BG4 電池手柄可用於 K-5。
- Pentax Remote Control F 紅外線遙控器或快門線
- Pentax AF-360FGZ 和 AF-540FGZ 外接閃光燈。
- Pentax AF-160FC 環形閃光燈
- Pentax GPS 模組 O-GPS1

## 外部連結
- Pentax K-5 official product page

主要評測報告：
- Pentax K-5 Review - PentaxForums （页面存档备份，存于）
- Pentax K-5 Hands-on Preview - Falk Lumo （页面存档备份，存于）
- Pentax K-5: Features worth noting I - PentaxForums （页面存档备份，存于）
- Pentax K-5 In-Depth Review - dpreview （页面存档备份，存于）
- Pentax K-5 Review - Imaging Resource
- Pentax K-5 Review with gallery and sharpness comparison - Neocamera （页面存档备份，存于）
- Pentax K-5 Review - ZTech （页面存档备份，存于）